# 엉덩뼈 능선
엉덩뼈 능선(iliac crest, crest of the ilium, 장골능선, 장골릉)은 엉덩뼈 날개(wing of ilium, ala of ilium, 장골익)의 위쪽 경계와 큰골반(greater pelivs, 대골반)의 위쪽 측면 가장자리이다.

## 추가 이미지

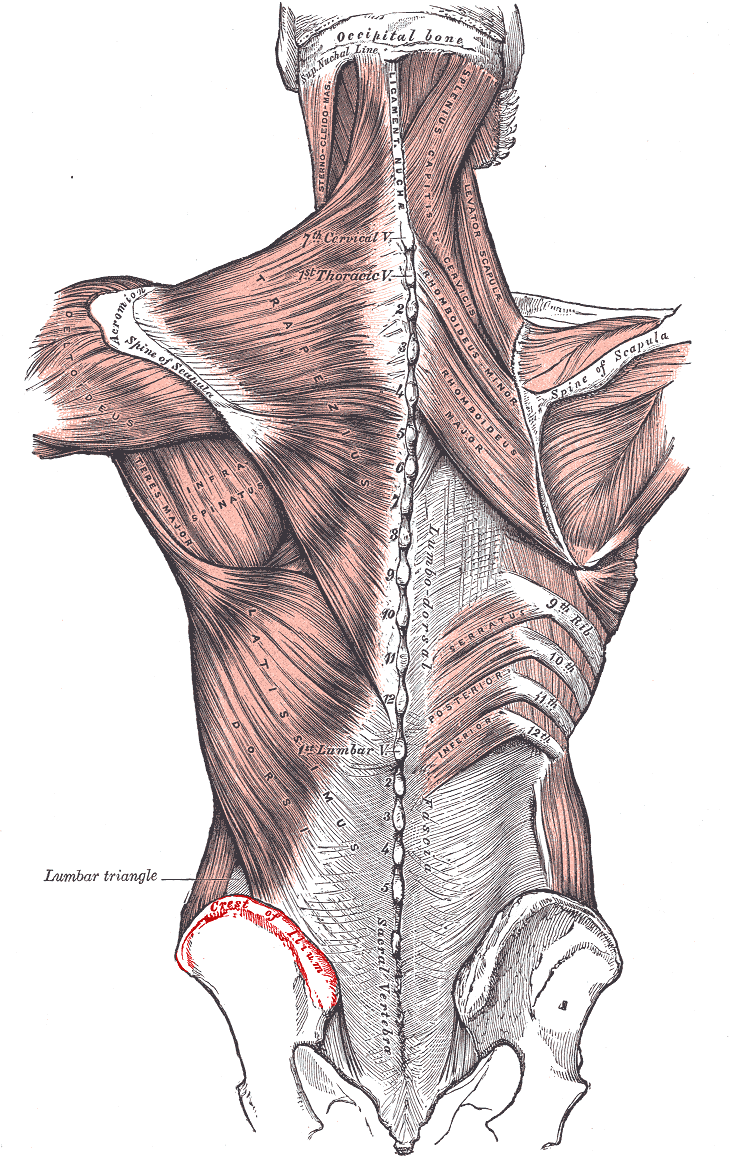
Muscles connecting the upper extremity to the vertebral column. Left iliac crest is labeled in red.
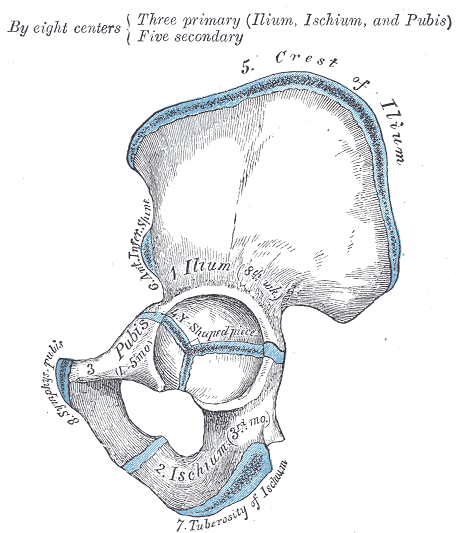
Plan of ossification of the hip bone
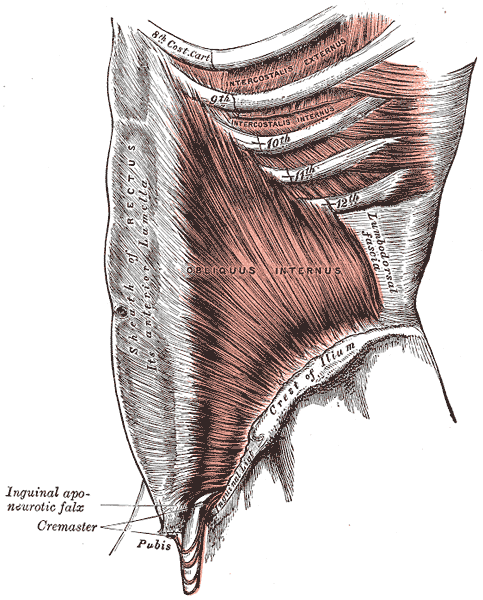
The Obliquus internus abdominis
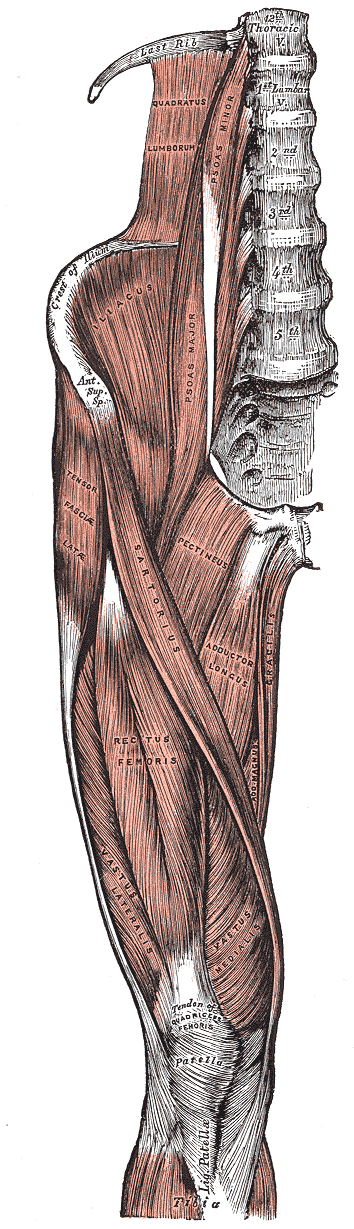
Muscles of the iliac and anterior femoral regions
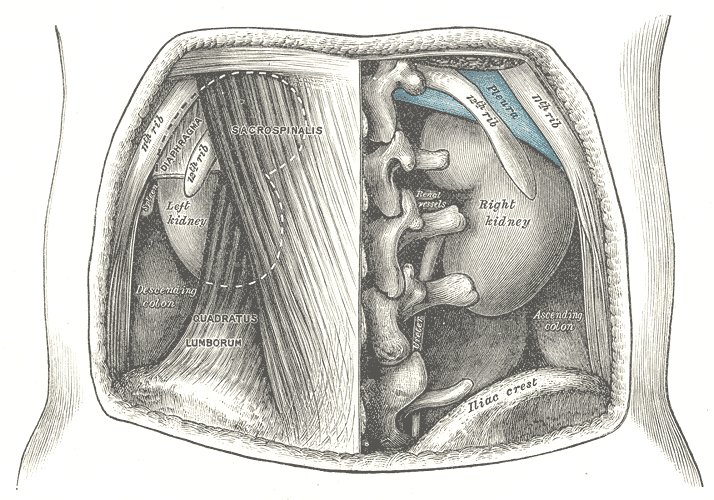
The relations of the kidneys from behind
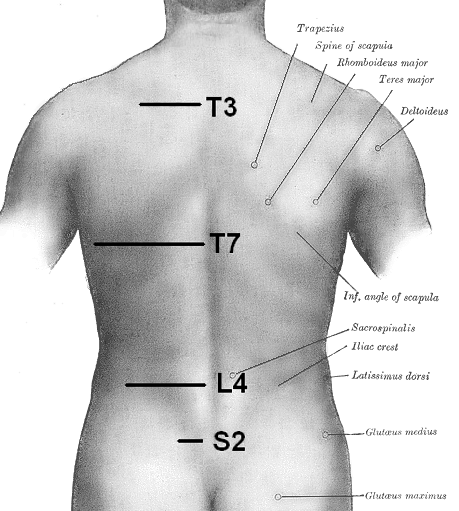
Iliac crest labeled at center right
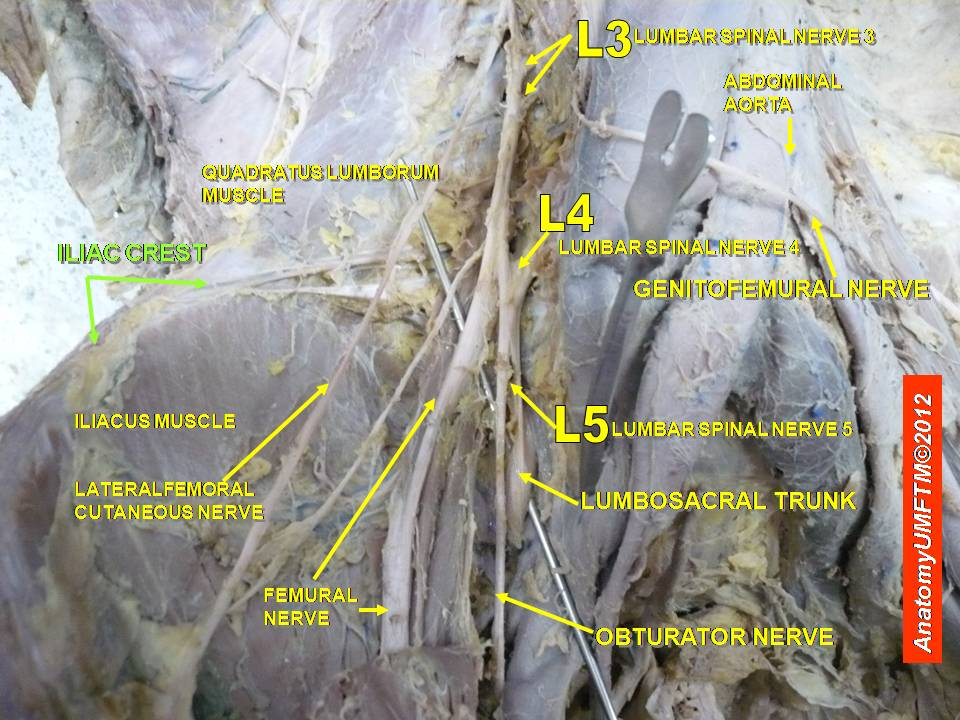
Iliac crest

## 같이 보기
- 볼기
- 엉덩부위
- 큰돌기

## 참고 문헌
이 문서는 현재 퍼블릭 도메인에 속하는 그레이 해부학 제20판(1918) page 234의 내용을 기초로 작성된 글이 포함되어 있습니다.